# Campeonato de São Martinho (França) de Futebol
O Campeonato de São Martinho de Futebol, é a principal divisão de futebol de São Martinho, a metade norte da ilha de São Martinho sob controle da França, campeonato iniciado em 1970.

## Campeões
| - 1970 : desconhecido - 1970/71 : Junior Stars - 1971/72 : Junior Stars - 1972/73 : Junior Stars - 1973/74 : Saint-Louis Stars - 1974/75 : Saint-Louis Stars - 1975/76 : Saint-Louis Stars - 1976/77 : Saint-Louis Stars - 1977/78 : Saint-Louis Stars - 1978/79 : Saint-Louis Stars - 1979/80 : Junior Stars - 1980/81 : Junior Stars - 1981/82 : Saint-Louis Stars - 1982/83 : Saint-Louis Stars - 1983/84 : Saint-Louis Stars - 1984/85 : Saint-Louis Stars | - 1985/86 : Junior Stars - 1986/87 : Saint-Louis Stars - 1987/88 : Saint-Louis Stars - 1988/89 : Saint-Louis Stars - 1989/90 : Junior Stars - 1990/91 : Junior Stars - 1991/92 : Saint-Louis Stars - 1992/93 : Saint-Louis Stars - 1993/94 : Saint-Louis Stars - 1994/95 : Saint-Louis Stars - 1995/96 : Saint-Louis Stars - 1996/97 : Saint-Louis Stars - 1997/98 : Jah Rebels - 1998/99 : Jah Rebels - 1999/00 : Junior Stars - 2000/01 : Sporting de Saint-Martin | - 2001/02 : Orleans Attackers - 2002/03 : Junior Stars - 2003/04 : Juventus de Saint-Martin - 2004/05 : Orleans Attackers - 2005/06 : Orleans Attackers - 2006/07 : Orleans Attackers - 2007/08 : Orleans Attackers - 2008/09 : Saint-Louis Stars - 2009/10 : Orleans Attackers - 2010/11 : Junior Stars - 2011/12 : Concordia - 2012/13 : Orleans Attackers - 2013/14 : Junior Stars - 2014/15 : Orleans Attackers - 2015/16 : Concordia - 2016/17 : Marigot |

### Número de títulos
| Equipe                   | Títulos |
| ------------------------ | ------- |
| Saint-Louis Stars        | 20      |
| Junior Stars             | 12      |
| Orleans Attackers        | 8       |
| Concordia                | 2       |
| Jah Rebels               | 2       |
| Juventus de Saint-Martin | 1       |
| Marigot                  | 1       |
| Sporting de Saint-Martin | 1       |

## São Bartolomeu
| - 2003/04 : Gustavia - 2004/05 : Beach-Hôtel - 2005/06 : Beach-Hôtel - 2006/07 : Amicale - 2007/08 : ASPSB - 2008/09 : ASPSB - 2009/10 : ASPSB | - 2010/11 : ASPSB - 2011/12 : Amicale - 2012/13 : Ouanalao - 2013/14 : Ouanalao - 2014/15 : Gustavia - 2015/16 : Gustavia - 2016/17 : ASPSB - 2017/18 : FC Arawak - 2018/19 : ASPSB |

### Número de títulos
| Equipe   | Títulos |
| -------- | ------- |
| ASPSB    | 5       |
| Amicale  | 4       |
| Gustavia | 3       |
| Ouanalao | 2       |